# Canthigaster sanctaehelenae
Canthigaster sanctaehelenae is een straalvinnige vissensoort uit de familie van kogelvissen (Tetraodontidae). De wetenschappelijke naam van de soort is voor het eerst geldig gepubliceerd in 1870 door Günther.
De soort is endemisch in de wateren rond het eiland Sint-Helena in de Atlantische Oceaan.